# Vasil Kiryjenka

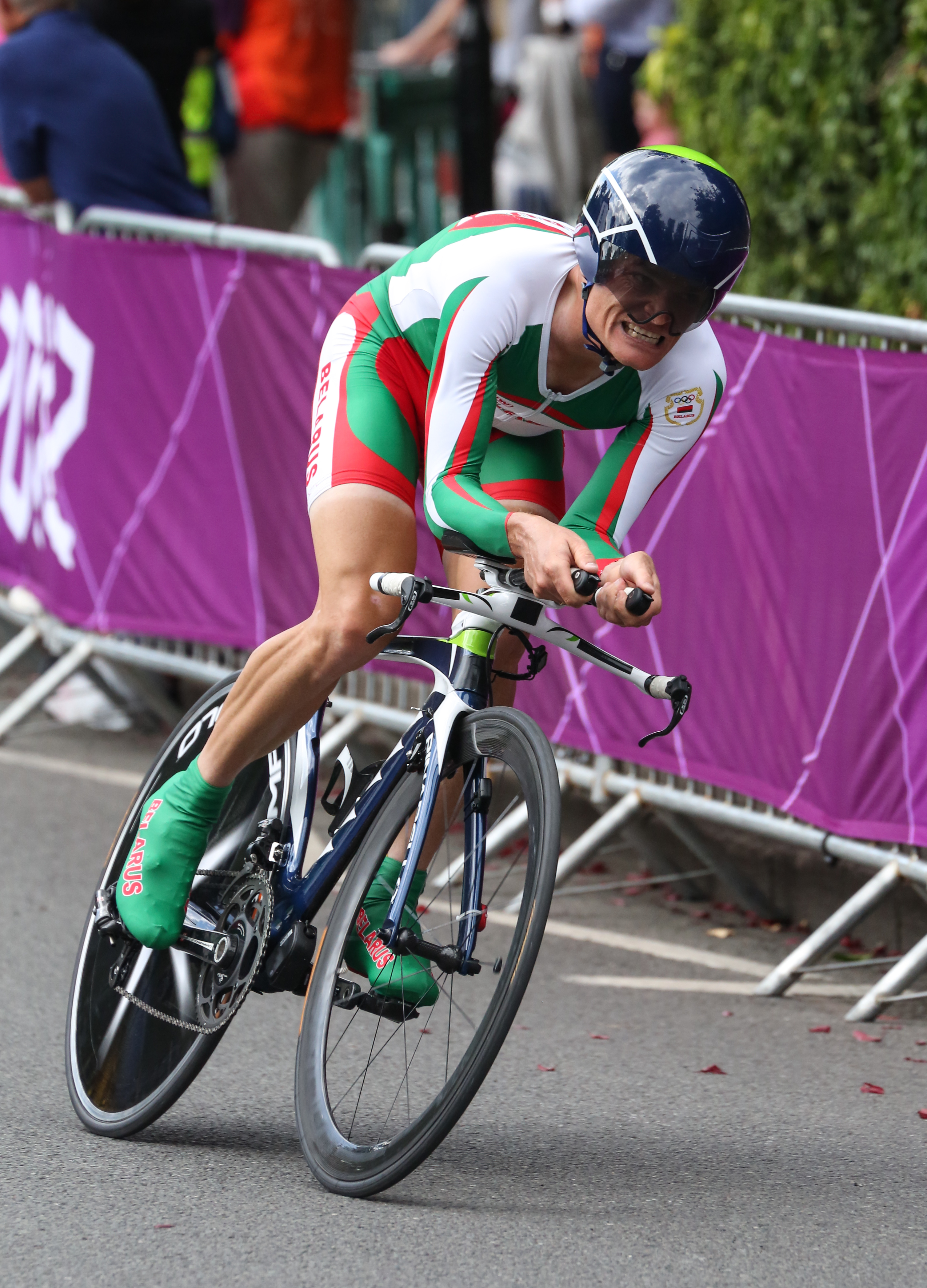
Vasil Kiryienka på tempoloppet under de Olympiska sommarspelen 2012 i London.

Vasil Vasilevtj Kiryjenka (belarusiska: Васіль Васілевіч Кірыенка), född 28 juni 1981 i Retjitsa  i Gomel oblast i Vitryska SSR i Sovjetunionen (nu Retjytsa i Homels voblast i Belarus), är en belarusisk professionell tävlingscyklist. Kiryjenka tog sin största seger i karriären när han vann Världsmästerskpens tempolopp i september 2015.
Från och med säsongen 2013 tävlar Kiryjenka för det brittiska ProTour-stallet Team Sky. Han har tidigare varit proffs i Grupa PSB, OTC Doors-Lauretana, Rietuma Bank-Riga, Tinkoff Credit Systems, Caisse d'Epargne och Movistar Team.
Kiryjenka är en mångsidig cyklist som hävdar sig väl både i bergen och på tempolopp. Han har även ett förflutet som bancyklist.

## Karriär

### Tidiga år
Kiryjenka vann de vitryska mästerskapen i tempolopp under säsongerna 2002, 2005 och 2006. Under sin tidiga karriär fokuserade han främst på bancykling, bland annat vann han poängloppet under Banvärldsmästerskapen 2008. Han vann etapp 19 av Giro d'Italia 2008, efter att ha varit med i en utbrytning under större delen av etappen. Under loppet tog han också hem två andraplatser, på etapp 7 och 14.

### Caisse d'Epargne (2009–2012)
Inför säsongen 2009 skrev Kiryjenka på ett kontrakt med det spanska stallet Caisse d'Epargne, som bytte namn till Movistar inför säsongen 2011.
Under säsongen 2010 slutade Vasil Kiryjenka på andra plats på den tionde etappen av Tour de France, en etapp som Sérgio Paulinho vann. 
Den 23 maj 2011 avled Kiryjenka lagkamrat Xavier Tondó i en olycka. Fem dagar senare vann Kiryjenka den 20:e etappen av Giro d'Italia, en seger som han tillägnade Tondó. 
I september 2012 slutade Kiryjenka på tredje plats på tempoloppet under Världsmästerskapen.

### Team Sky
Kiryjenka lämnade Movistar i slutet av 2012, och gick vidare till Team Sky.
Under 2013 vann han etapp 19 av det spanska treveckorsloppet Vuelta a España.
I maj 2015, vann Kiryjenka etapp 14, loppets enda individuella tempolopp, på Giro d'Italia, med tolv sekunder före Luis Leon Sanchez. En månad senare, i juni 2015, vann Vasil Kiryjenka tempoloppet på de Europeiska spelen i Baku, Azerbajdzjan. I september blev han världsmästare i tempolopp när han vann Världsmästerskapen i landsvägscykling, som gick av stapeln i Richmond, Virginia, USA. Under säsongen 2015 blev Kiryjenka nationsmästare i tempolopp för fjärde gången i karriären.
Under öppningsceremonin av de Olympiska sommarspelen 2016 bar Kiryjenka den vitryska flaggan. 
Kiryjenka blev vitrysk mästare i tempodisciplinen under säsongen 2018, ett lopp som han vann framför Branislaŭ Samojlaŭ och Kanstantsin Siŭtsoŭ.

## Stall
- Grupa PSB 2004
- OTC Doors-Lauretana 2006
- Rietuma Bank-Riga 2006
- Tinkoff Credit Systems 2007–2008
- Caisse d'Epargne 2009–2010
- Movistar Team 2011–2012
- Team Sky 2013–